# 1853
Cette page concerne l'année 1853 (MDCCCLIII en chiffres romains) du calendrier grégorien.
L'année 1853 est une année commune qui commence un samedi.

## Événements

### Afrique
- 27 février : mort de Amadou Sékou[1]. Début du règne de Amadou Amadou, troisième et dernier roi du Macina (fin en 1862). Après une grande crise de succession, il règne sans difficultés jusqu’à l’avènement du Toucouleur El Hadj Omar[2].
- 11 mars : instauration au Cap d'un régime constitutionnel avec un Parlement[3]. Le gouverneur garde un droit de veto et de dissolution.
- 22 mars : les Ashanti reprennent l’offensive contre les Britanniques. Ils envahissent l’Assim[4].
- 12 avril, Éthiopie : victoire de Cassa à la bataille de Gorgorabishén sur des vassaux de Ras Ali[5].
- 29 juin, Éthiopie : victoire de Cassa à la bataille d'Ayshal sur Ras Ali ses alliés[5].
- 12 août : l’explorateur portugais Silva Porto, parti de Kuito le 20 novembre 1852, rencontre Livingstone à Lealui, la capitale du Barotze, à la frontière sud-est de l’Angola. Le 25 mars, Silva Porto envoie le pombeiro João da Silva vers l’est. Il atteint la côte du Mozambique par l’intérieur (1856)[6].
- Septembre : couronnement de Maad a Sinig[7]. Maad a Sinig Coumba Ndoffène Famak Diouf accède au trône du Sine après la mort du roi Sérère Maat Sine Ama Diouf Gnilane Faye Diouf[8].
- 10 décembre, Algérie : Jacques Louis Randon s’entend avec Si Hamza, chef des Ouled Sidi Cheikh contre le chérif Mohammed, qui est battu à Ngouça. Si Hamza et les troupes françaises s’emparent de Ouargla le 23 décembre[9], puis de Touggourt le 29 décembre. Le commandement de la région d’Ouargla est abandonné à Si Hamza[10].

### Amérique
- 4 mars : début de la présidence démocrate de Franklin Pierce aux États-Unis (fin en 1857)[11].
- 11-13 mars : intervention des États-Unis au Nicaragua pour protéger des citoyens et des intérêts américains pendant les troubles politiques[12].Première page de la Constitution argentine de 1853.

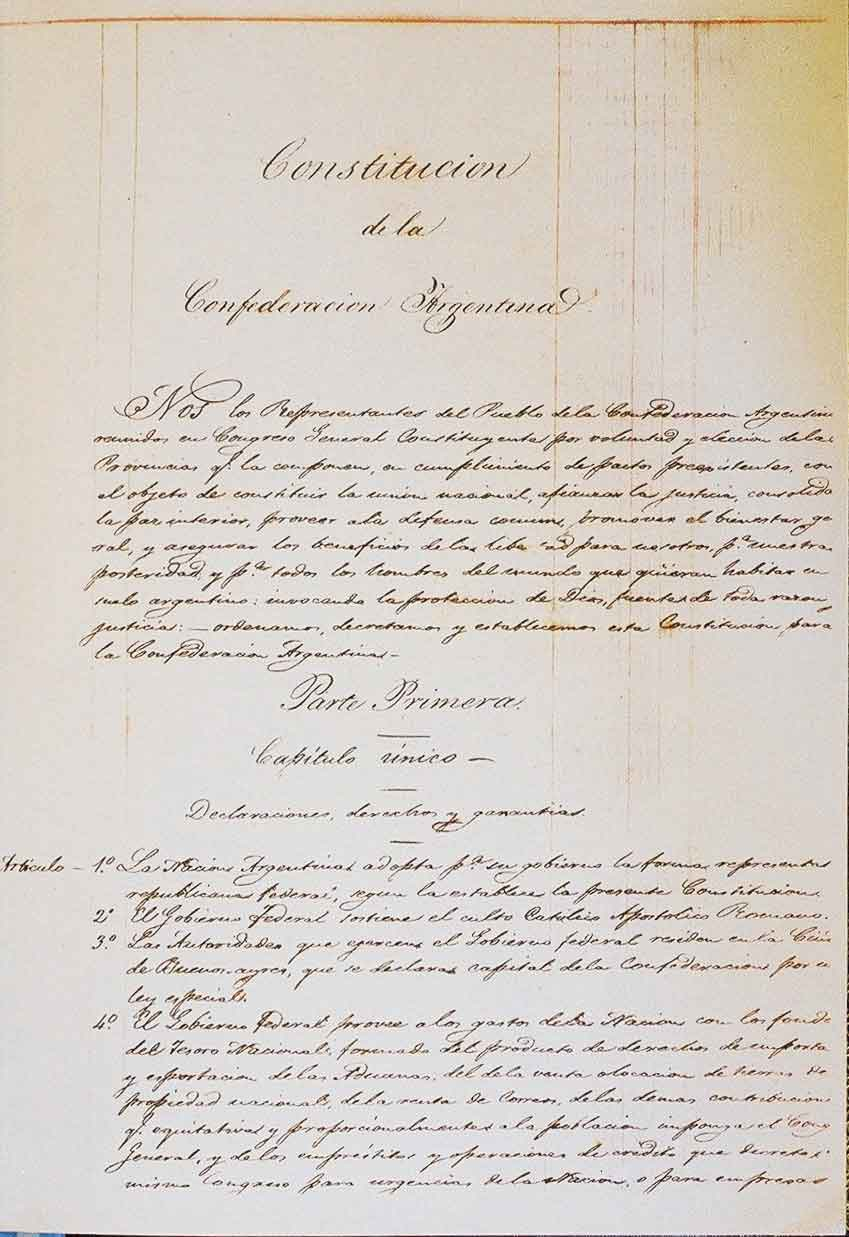
Première page de la Constitution argentine de 1853

- 1er mai : la Confédération des Provinces-Unies du Río de la Plata adopte une constitution fédérale qui abolit l’esclavage[13]. L’État de Buenos Aires refuse de parapher la constitution, car elle stipule que ses activités portuaires sont nationalisées[14].
- 21 mai : nouvelle Constitution progressiste de la République de Nouvelle-Grenade ; décentralisation, liberté religieuse, liberté de la presse, liberté de réunion, élections au suffrage direct[15].
- 6 septembre, Brésil : début du gouvernement de Conciliation « apolitique » de Carneiro Leão, marquis de Parana (fin en 1857)[16].
- 10 septembre : traité de Table Rock. Les Indiens Rogue River, qui peuplent l’Oregon acceptent de céder leurs terres aux colons en échange de 15 000 dollars, qui ne leur seront jamais versés[17].
- 15 octobre : le flibustier William Walker débarque en Basse-Californie où il proclame une éphémère République de Basse-Californie et de Sonora après la prise de la capitale, La Paz, le 3 novembre[18].
- 30 décembre : Gadsden Purchase. Les États-Unis achètent 77 700 km2 au Mexique pour la construction d’une voie ferrée au sud-ouest des États-Unis[19].

### Asie et Pacifique
- 12 janvier : les Taiping prennent Wuchang après vingt jours de siège[20].
- 18 février : le roi de Birmanie Pagan Min est contraint d'abdiquer en faveur de son demi-frère Mindon Min[21].
- 20 mars : les rebelles chinois prennent la ville de Nankin et en font la capitale du royaume Taiping (l’empire de la grande pureté), un mouvement religieux anti-étranger dirigé par Hong Xiuquan (1812-1864). Nankin est rebaptisée Tianjing, la « capitale céleste »[20].
- 8 mai : les Taiping traversent le Yangzi Jiang et traversent le Henan ; ils passent le Huang He en juin et menacent Pékin[22] ; ils sont rejoints en Chine centrale par la rébellion des Nian, provoquée par les crues du fleuve Jaune (1851-1852), les inondations et la famine (1851-1868)[23].

- 8 juillet : une escadre américaine conduite par le commodore Matthew Perry entre dans le port d’Uraga avec une lettre du président des États-Unis demandant l’ouverture de l’archipel japonais. Perry fait savoir qu’il reviendra dans un an chercher la réponse[20].
- 14 juillet -1er octobre : premières élections législatives en Nouvelle-Zélande[24].
- 23 juillet : conquête de la forteresse d’Ak Metchet, en territoire de Kokand par les Russes[25].

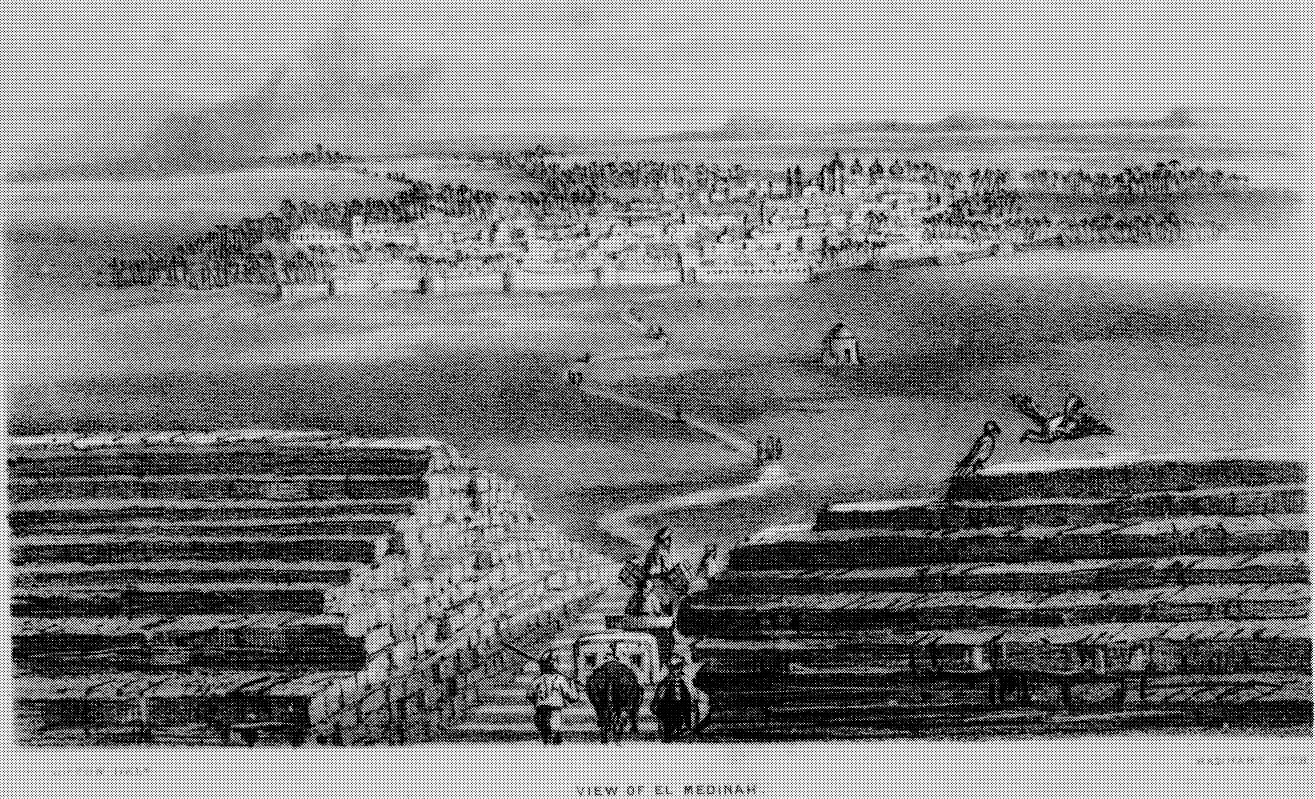
Vue de Médine, de Richard Francis Burton

- 31 août : l’explorateur britannique Richard Burton entre incognito dans La Mecque[26].
- 22 septembre : occupation temporaire de Sakhaline par la Russie[27].
- 24 septembre : en représailles au massacre des marins français de l’Alcmène par des indigènes, en novembre 1850, le contre-amiral Febvrier-Despointes prend possession de la Nouvelle-Calédonie en tant que colonie[28]. Elle est désormais rattachée aux Établissements français d'Océanie (Tahiti). La Nouvelle-Calédonie sera utilisée comme colonie pénitentiaire. La France, alliée au Royaume-Uni contre la Russie, ne se heurte pas à l’opposition britannique. L’île représente de nombreux avantages stratégiques : elle peut menacer la Nouvelle-Galles du Sud et offre une base de repli en cas de guerre. Sa position facilite le trafic vers le Japon et la Chine. Elle est un centre de distribution de marchandises vers la Polynésie.
- 30 octobre : les rebelles chinois marchent sur Pékin et atteignent Tianjin, mais doivent se retirer au sud du Yangzi Jiang, incapable de créer une administration[29].
- 22 novembre : Tokugawa Iesada devient shogun du Japon après la mort de son père Ieyoshi le 27 juillet (fin en 1858)[30]. Début de la période Bakumatsu, dernière période de l'ère Edo.

### Europe
- 9 janvier : Nicolas Ier de Russie laisse entrevoir à l’ambassadeur britannique John Seymour la possibilité d’un démembrement de l’Empire ottoman[31]. Réticence des Britanniques.
- 6 février : insurrection de Milan[32].

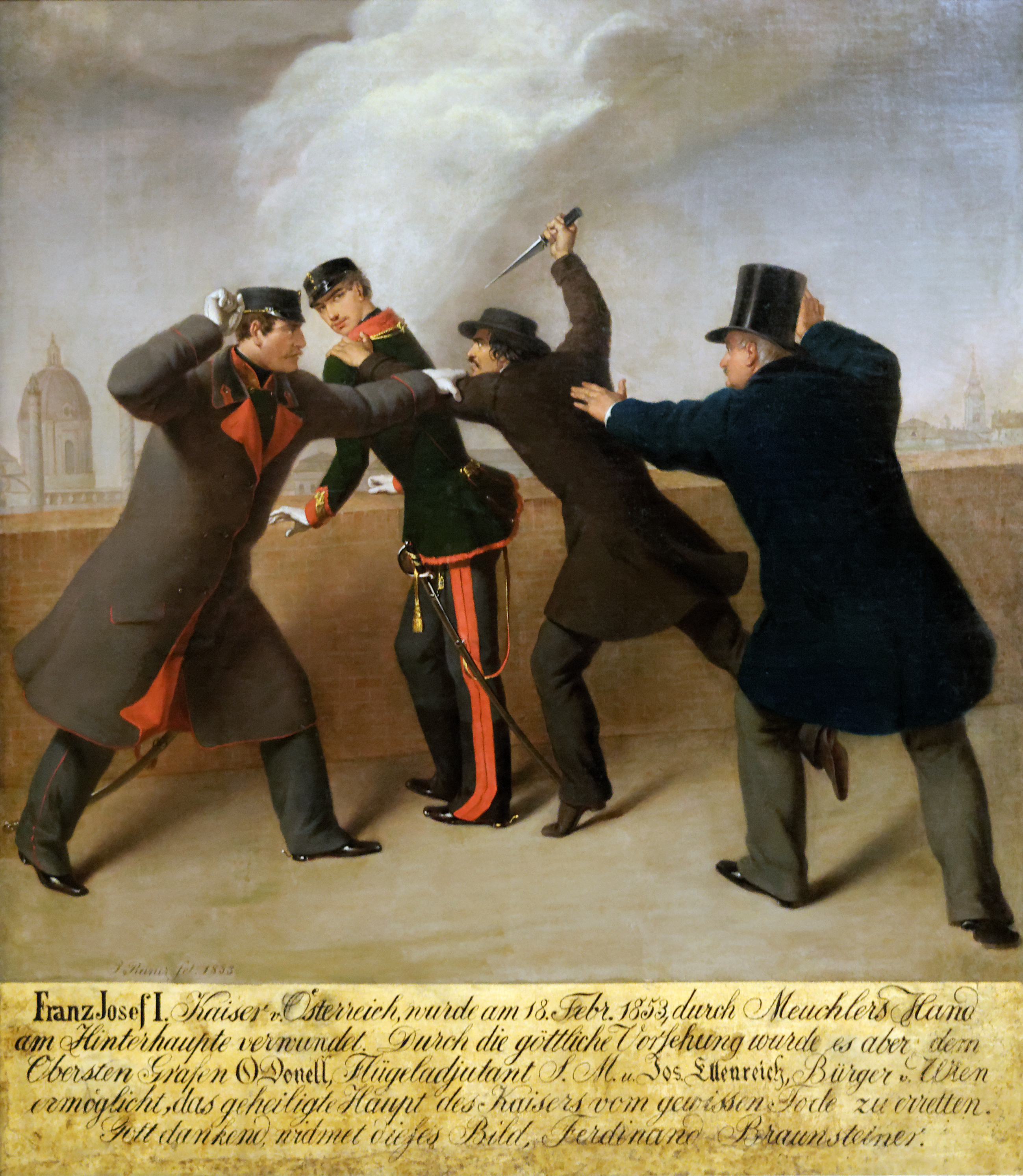
18 février : attentat contre François-Joseph

- 18 février : attentat manqué de János Libényi contre François-Joseph Ier d'Autriche[33].
- 3 mars :
  - le pape Pie IX crée cinq évêchés aux Pays-Bas[34]. La majorité calviniste se dresse contre l’établissement d’une Église catholique. Le roi des Pays-Bas désavoue le ministère Thorbecke à l’occasion du rétablissement de la hiérarchie catholique, le contraignant à la démission le 19 avril[35].
  - patente impériale abolissant le servage en Autriche[36].
- 10 mars : Camille de Briey devient le premier Chef de la légation de Belgique à St-Pétersbourg[37]. La Belgique et la Russie nouent des relations diplomatiques : la Belgique ayant rayé des cadres du service actif les officiers polonais réfugiés après la révolte de 1830 (4 avril 1852), la Russie accepte de la reconnaître[38].
- 16 mars : la Russie, par le plénipotentiaire Menchikov, exige du sultan ottoman, qui a réduit la liberté d’accès des chrétiens aux Lieux Saints en février 1852, la reconnaissance des droits de ses sujets orthodoxes[39].
- 19 avril : Floris van Hall devient le chef du gouvernement conservateur aux Pays-Bas[35] (fin en 1856).
- 22 avril : des paysans catholiques tentent vainement de renverser le gouvernement radical de Fribourg, en Suisse[40]. Leur chef Nicolas Carrard est tué[41].
- 16 mai : le travail des enfants est réglementé en Allemagne, où il est interdit pour les enfants de moins de 10 ans et limité à 6 heures par jour[42].
- 24 mai : Napoléon III offre au Royaume-Uni de conclure une entente destinée à soutenir l’Empire ottoman contre la Russie[43].
- 27 juin : Mgr Rauscher, ancien précepteur de François-Joseph est nommé archevêque de Vienne[44].
- 2 juillet : devant le refus du sultan Abdül-Medjid Ier de reconnaître le protectorat du tsar sur les orthodoxes de l’Empire ottoman, les Russes occupent les principautés moldo-valaques. Les princes Ghica et Stirbei se retirent à Vienne où une conférence des puissances (Autriche, France, Royaume-Uni et Prusse) exige l’évacuation des principautés danubiennes par les Russes et institue une commission internationale pour régler leur statut. Une flotte franco-britannique se présente à l’entrée des Dardanelles le 26 octobre[39].
- 25 septembre : rencontre d’Olmütz entre François Joseph Ier d'Autriche et Nicolas Ier de Russie[45]. Échec de la tentative de conciliation de la Russie avec le Royaume-Uni et la France.
- 29 septembre, Guerre de Crimée : la Porte, assuré du soutien du Royaume-Uni et de la France, déclare la guerre à la Russie[46] ; les combats commencent sur le Danube le 23 octobre[39].
- 30 octobre : le comte Achille Baraguey d’Hilliers est nommé ambassadeur et ministre plénipotentiaire de la France auprès du gouvernement Ottoman[47].
- 7 novembre: Première rentrée académique pour les 11 étudiants de l'École spéciale de Lausanne, qui deviendra École polytechnique fédérale de Lausanne (EPFL) en 1969. Elle compte plus de 10 000 étudiants en 2015.
- 12 novembre : siège d’Akhaltsikhé[48].
- 15 novembre : début du règne de Pierre V, roi de Portugal à la mort de Dona Maria (fin en 1861), sous la régence de son père Ferdinand II[49].

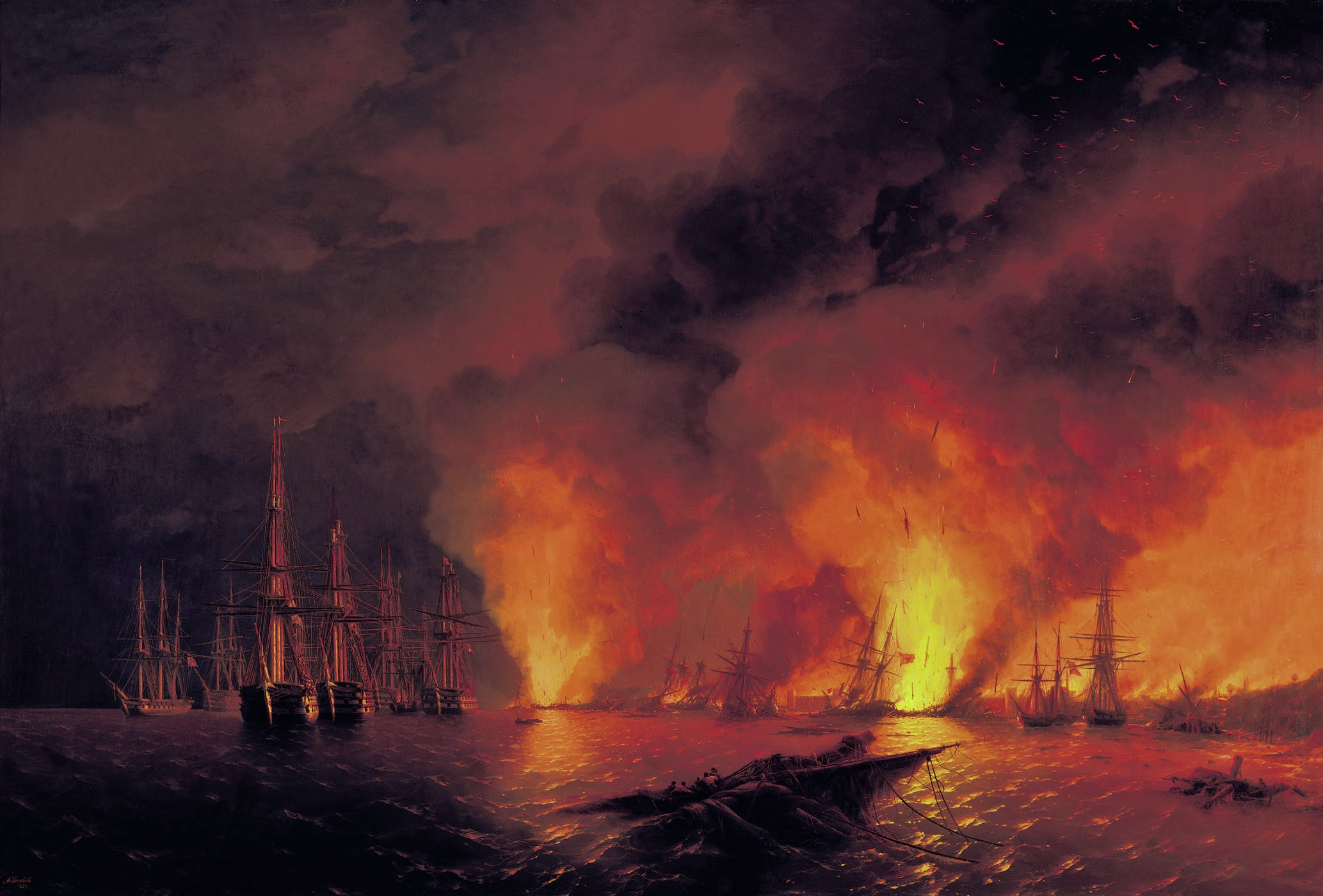
30 novembre : bataille de Sinop

- 30 novembre : bataille de Sinope. La flotte russe défait la flotte turque dans le port de Sinope et prend le contrôle de la mer Noire au détriment des Ottomans. L’équilibre européen est menacé par l’expansionnisme de la Russie. Les bâtiments britanniques et français bloquent le Bosphore pour protéger Istanbul. Ils passent les Détroits le 4 janvier 1854[39].

- Le comte Grünne, chef du cabinet militaire de l’empereur François-Joseph Ier d'Autriche obtient la suppression du ministère de la Guerre, créé lors de la révolution de 1848[50].

## Naissances en 1853
- 1er janvier :
  - Karl von Einem, officier supérieur allemand († 7 avril 1934).
  - Hans von Koessler, compositeur, organiste, chef d'orchestre et pédagogue allemand († 23 mai 1926).
- 7 janvier : Jean-Baptiste Duffaud, peintre français († 17 juin 1927).
- 8 janvier : Alain de Rohan, aristocrate et homme politique austro-hongrois d'origine française († 23 février 1914).
- 11 janvier : Georgios Jakobides, peintre grec († 13 décembre 1932).
- 13 janvier : Camille-Félix Bellanger, peintre français († 1923).
- 15 janvier : Tom Ricketts, réalisateur, scénariste et acteur britannique († 20 janvier 1939).
- 24 janvier : Paul Julius Möbius, médecin allemand († 8 janvier 1907).
- 28 janvier : José Martí, homme politique, philosophe, penseur, journaliste et poète cubain  († 19 mai 1895).
- 29 janvier : Joseph Rulot, sculpteur belge († 16 février 1919).
- 30 janvier : Amalie Vanotti, peintre badoise († 7 juillet 1936).

- 7 février : Pietro Romualdo Pirotta, naturaliste italien († 3 août 1936).
- 9 février : Paul Jamin, peintre français († 10 juillet 1903).
- 10 février :
  - Charles Denet, peintre français († avril 1939).
  - Marius Perret, peintre de marines français († 1900).
- 11 février : Onésime Cresté, prêtre catholique, éducateur, lettré et musicien français († 29 juillet 1905).

- 1er mars : Jean Geoffroy, peintre et illustrateur français († 15 décembre 1924).
- 4 mars : Armand Guéry, peintre français († 25 mai 1912).
- 5 mars : Arthur Foote, compositeur classique américain († 4 avril 1937).
- 8 mars :
  - Cécile Desliens, peintre française († 16 mars 1937).
  - Paul Vogler, peintre impressionniste français († 17 décembre 1904).
- 9 mars : William Salabert, compositeur français († 12 août 1922).
- 14 mars : Ferdinand Hodler, peintre suisse († 19 mai 1918).
- 22 mars : Isidor Kaufmann, peintre austro-hongrois († 16 novembre 1921).
- 26 mars : Lothar von Seebach, peintre, dessinateur, aquarelliste et graveur badois († 23 septembre 1930).
- 30 mars : Vincent van Gogh, peintre néerlandais († 29 juillet 1890).

- 1er avril : Joseph Mittey, peintre suisse d'origine française († 25 juin 1936).
- 2 avril :
  - Michel Maximilien Leenhardt, peintre français († 15 mai 1941).
  - Pierre-Nicolas Tourgueneff, sculpteur et peintre français († 21 mars 1912).
- 5 avril :George Roux, illustrateur et peintre français († 29 janvier 1929).
- 7 avril : Martial Caillebotte, compositeur et pianiste français († 16 janvier 1910).
- 16 avril : Georges Cain, peintre français († 4 mars 1919).
- 21 avril : Charles Malherbe, violoniste, musicologue, compositeur et éditeur de musique français († 5 octobre 1911).
- 30 avril : Carlos-Lefebvre, peintre paysagiste français († 1938).

- 1er mai : Pierre Giffard, homme de lettres et grand reporter français († 21 janvier 1922).
- 13 mai :
  - Giulio Alessio, économiste, homme politique et universitaire italien († 19 décembre 1940).
  - Adolf Hölzel, peintre allemand († 17 octobre 1934).
- 16 mai :
  - Guillaume Dubufe, peintre et illustrateur français († 25 mai 1909).
  - Germain Van der Steen, peintre, miniaturiste, héraldiste et historien français († 2 novembre 1923).
- 28 mai : Carl Larsson, dessinateur, illustrateur, peintre et aquarelliste suédois († 22 janvier 1919).
- 30 mai : Fernand Mosselman, homme politique belge († 26 avril 1933).
- 31 mai : Eugène Girardet, peintre orientaliste français († 5 mai 1907).

- 4 juin : Fernand Desmoulin, peintre et graveur français († 14 juillet 1914).
- 5 juin : Émile Noirot, peintre français († 5 juin 1924).
- 11 juin :
  - Jules-Armand Hanriot, peintre, graveur et illustrateur français († 21 mai 1930).
  - Samuel Rousseau, compositeur, organiste et musicographe français († 1er octobre 1904).
- 16 juin : Emil Sjögren, compositeur suédois († 1er mars 1918).
- 17 juin : Martin Krause, pianiste concertiste et compositeur allemand († 2 août 1918).
- 20 juin : George Louis Poilleux Saint-Ange, peintre français († 1911).
- 23 juin : Magdeleine Real del Sarte, peintre français († 16 mars 1927).
- 28 juin : Adolphe Albert, peintre, graveur et militaire français († 30 mars 1938).

- 5 juillet :
  - Tivadar Kosztka Csontváry, peintre expressionniste hongrois († 20 juin 1919).
  - Pierre Fritel, peintre, sculpteur et graveur français († février 1942).
  - Cecil Rhodes, homme d'affaires et homme politique britannique († 26 mars 1902).
- 9 juillet : Édouard Rosset-Granger, peintre de genre et de portrait français († 1934).
- 18 juillet :
  - Angelo Morbelli, peintre divisionniste italien († 7 novembre 1919).
  - Evert van Muyden, graveur, peintre, aquarelliste et illustrateur suisse († 27 février 1922).
- 24 juillet : Jean-Louis Dubut de Laforest, écrivain français († 3 avril 1902).
- 25 juillet : Giuseppe Petrai, journaliste, écrivain, réalisateur et scénariste italien († avril 1941).
- 30 juillet : Julian Fałat, peintre et aquarelliste portraitiste et paysagiste polonais († 19 juillet 1929).

- 11 août : Cesare Tallone, peintre italien († 21 juin 1919).
- 12 août : Auguste Delbeke, littérateur et homme politique belge († 19 décembre 1921).
- 17 août : Emma Nallet-Poussin, peintre et sculptrice française († 29 mai 1932).
- 28 août : Vladimir Choukhov, ingénieur et architecte russe († 2 février 1939).
- 30 août : Percy Goetschius, professeur de composition américain († 29 octobre 1943).

- 2 septembre : Wilhelm Ostwald, chimiste allemand († 4 avril 1932).
- 15 septembre : Joseph-Félix Bouchor, peintre français († 27 octobre 1937).
- 18 septembre : Francesco Filippini, peintre italien († 6 mars 1895).
- 19 septembre : Émile Eisman Semenowsky, peintre français et polonais († 31 juillet 1918).
- 20 septembre : Dikken Zwilgmeyer, écrivaine norvégienne († 28 février 1913).
- 21 septembre : Edmund Blair Leighton, peintre britannique († 1er septembre 1922).
- 23 septembre : Marie-Élisabeth de Saxe-Meiningen, musicienne et compositrice allemande († 22 février 1923).

- 10 octobre : Punteret (Joaquín Sans y Almenar), matador espagnol († 28 février 1888).
- 17 octobre : Albert Bréauté, peintre français († 1939).
- 23 octobre : William Lamb Picknell, peintre paysagiste américain († 8 août 1897).
- 29 octobre : Mario Carl-Rosa, peintre paysagiste, écrivain et journaliste français († 1913).
- 30 octobre : Louise Abbéma, peintre française († 10 juillet 1927).

- 1er novembre : Maurice Leloir, peintre aquarelliste, dessinateur, graveur, écrivain et collectionneur français († 7 octobre 1940).
- 21 novembre : Hussein Kamal, sultan égyptien († 9 octobre 1917).
- 27 novembre : Frank Bernard Dicksee, peintre et illustrateur britannique († 17 octobre 1928).

- 1er décembre : Hugues Krafft, voyageur et photographe français († 10 mai 1935).
- 2 décembre : Pierre Lagarde, peintre et pastelliste français († 12 décembre 1910).
- 3 décembre : Stanisław Masłowski, peintre polonais († 31 mai 1926).
- 4 décembre : Eugène d'Argence, peintre français († 1920).
- 5 décembre : Paul Saïn, peintre français († 6 mars 1908).
- 13 décembre : Leonardo Bazzaro, peintre italien († 2 novembre 1937).
- 16 décembre : Roberto Ferruzzi, peintre italien († 16 février 1934).
- 19 décembre : Georges Laugée, peintre français († 5 décembre 1937).
- 20 décembre : Julia Beck, peintre suédoise († 1935).
- 26 décembre : René Bazin, écrivain français († 20 juillet 1932).
- 30 décembre : André Messager, compositeur et chef d'orchestre français († 24 février 1929).
- 31 décembre : Jakob Reumann, homme politique autrichien († 29 juillet 1925).

- Date inconnue :
  - Auguste Auglay, peintre et affichiste français († 1925).
  - Ahmadou Bamba Mbacké, théologien, juriste musulman et soufi sénégalais († 19 juillet 1927).
  - Paul Louis Bouchard, peintre français († 1937).
  - Ricardo Giovannini, peintre, comédien, chanteur, metteur en scène, photographe et décorateur italien († 1930).
  - Frédéric de Haenen, peintre et illustrateur néerlandais naturalisé français († 1er juin 1929).
  - Harriet Bagwell, philanthrope irlandaise († 12 février 1937).

## Décès en 1853
- 15 janvier : Theodor Uhlig, altiste, compositeur et critique musical allemand (° 15 février 1822).
- 16 janvier : Matteo Carcassi, guitariste, compositeur et pédagogue italien (° 1792 ou 1793).
- 1er février : Nils Blommér, peintre suédois (° 12 juin 1816).
- 25 février : Albert Grégorius, peintre belge (° 26 octobre 1774).
- 4 mars : Leopold von Buch, géologue allemand (° 26 avril 1774).
- 17 mars : Christian Doppler, physicien autrichien (° 29 novembre 1803).
- 22 mars : Jean-Thomas Arrighi de Casanova, Duc de Padoue français (° 8 mars 1778).
- 28 mars : « El Chiclanero » (José Redondo Rodríguez), matador espagnol (° 13 mars 1818).
- 13 avril : Leopold Gmelin, chimiste allemand (° 2 août 1788).
- 24 avril : Amédée de Failly, homme politique belge (° 17 avril 1789).
- 12 juin : Merry-Joseph Blondel, peintre français (° 25 juillet 1781).
- 22 juin : Costanzo Angelini, peintre, graveur et écrivain italien (° 22 octobre 1760).
- 28 juin : Charles Marie Bouton, peintre français (° 16 mai 1781).
- 29 juin : Adrien de Jussieu, botaniste français (° 23 décembre 1797).
- 9 juillet : María Dolores Bedoya, militante indépendantiste guatémaltèque (° 20 septembre 1783).
- 2 septembre : Jean-Michel Grobon, peintre, graveur et sculpteur français (° 19 décembre 1770).
- 27 septembre : Christian Peter Wilhelm Beuth, homme d'État prussien (° 28 décembre 1781).
- 2 octobre : François Arago, astronome et physicien français (° 26 février 1786).
- 3 octobre : George Onslow, compositeur français (° 27 juillet 1784).
- 13 octobre : Pierre Fontaine, architecte français (° 10 septembre 1762).
- 29 octobre : Eugène-Jean Damery, peintre français (° 14 septembre 1823).
- 23 novembre :
  - Francisco Andrevi, compositeur espagnol (° 7 novembre 1786).
  - Friedrich Schneider, compositeur, organiste, pianiste, chef d’orchestre et pédagogue allemand (° 3 janvier 1786).
- 3 décembre : Nicolás Rodríguez Peña, homme d’affaires, militaire et homme politique espagnol puis argentin (° 30 avril 1775).
- 16 décembre : Johann Peter Hasenclever, peintre allemand (° 18 mai 1810).
- 23 décembre : Gustav Blumröder, médecin et écrivain allemand (° 27 juin 1802).
- 24 décembre : Amédée de Beauplan, auteur dramatique, compositeur et peintre français (° 11 juillet 1790).
- Date inconnue :
  - Janko Mihailović Moler, peintre serbe (° 1792).
  - Charles-Auguste van den Berghe, peintre néo-classique français (° 1798).
- Vers 1853 :
  - Clementina Robertson, miniaturiste irlandaise (° 1795).